# 塞拉 (多姆山省)
塞拉（法語：Ceyrat，法語發音：[sɛʁa]）是法国多姆山省的一个市镇，属于克莱蒙费朗区。

## 地理
塞拉（45°43'58"N, 3°3'48"E）面积9.35 平方千米，位于法国奥弗涅-罗讷-阿尔卑斯大区多姆山省，该省份为法国中南部省份，北起阿列省接壤，东临卢瓦尔省，南至上盧瓦爾省和康塔爾省，西接科雷兹省和克勒兹省。
与塞拉接壤的市镇（或旧市镇、城区）包括：鲁瓦亚、博蒙、沙马利耶尔、克莱蒙费朗、罗马尼亚、圣热内斯尚帕内勒。
塞拉的时区为UTC+01:00、UTC+02:00（夏令时）。

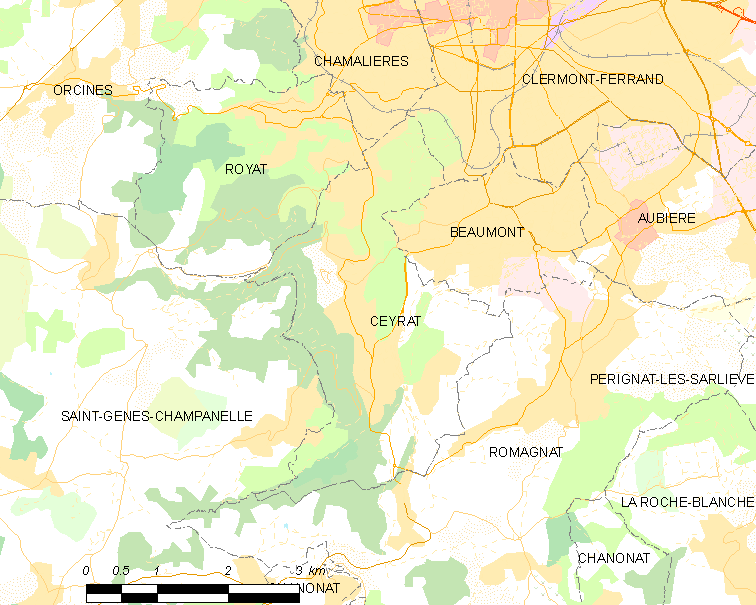
塞拉的OSM定位图

## 行政
塞拉的邮政编码为63122，INSEE市镇编码为63070。

## 政治
塞拉所属的省级选区为博蒙县。

## 人口

1962-2008年间塞拉人口变化图示

塞拉于2022年1月1日时的人口数量为6548人。